# Mi otro yo (película de 2013)
Mi otro yo (cuyo título original en inglés es Another Me) es una película hispano-británica de misterio, dirigida por Isabel Coixet y basada en la novela de Cathy MacPhail. Está protagonizada por Sophie Turner, Jonathan Rhys Meyers, Rhys Ifans y Claire Forlani. Se presentó el 15 de noviembre de 2013 en el festival de Roma. Fue estrenada el 27 de junio de 2014 en España y el de 22 de agosto en Estados Unidos.

## Sinopsis
La vida de la joven Fay (Sophie Turner) parece perfecta, pero todo va a cambiar de la manera más insospechada. Un día, aparentemente como cualquier otro, Fay empieza a tener la molesta sensación de que alguien la está siguiendo. Aunque parece absurdo, Fay juraría que ese alguien es su doble; una persona exactamente igual a ella. Y más aún, cada vez está más convencida de que esa persona no se conforma con tener su mismo aspecto, sino que quiere tener su vida entera. Nunca se lo podría haber imaginado, pero pronto descubre que ha sido alcanzada por una parte secreta y oscura de su pasado.

## Reparto[3]
- Sophie Turner[1] como Fay.
- Geraldine Chaplin como Señora Brennan.
- Jonathan Rhys Meyers como John.
- Claire Forlani como Ann.
- Rhys Ifans como Don.
- Gregg Sulkin como Drew.
- Ivana Baquero como Kaylie.
- Leonor Watling como Señora Williams.

## Recepción

### Crítica
Another Me recibió reseñas muy negativas por parte de los críticos. El estreno internacional de este thriller con tintes paranormales y el ‘sello Coixet’, por desgracia, se ha saldado con las que, probablemente, hayan sido las peores críticas en la carrera de la directora.

Increíblemente insatisfactoria en todos los ámbitos, este fiasco gótico quiere jugar a la realidad y las ansiedades metafóricas de post-adolescentes descubriendo quiénes son, pero un guion torpe es incapaz de un enfoque a varios niveles, mientras que la dirección y edición están en el nivel de la televisión más mediocre.
Jay Weisseberg, Variety

Este intento de Thriller Psicológico da miedo, pero por las razones equivocadas.
Boyd van Hoeij, The Hollywood Reporter